# Andrea Belloni
Andrea Belloni (falecido em 1577) foi um prelado católico romano que serviu como bispo de Massa Lubrense (1560–1577).

## Biografia
A 27 de junho de 1560, foi nomeado durante o papado de Pio IV como Bispo de Massa Lubrense, onde serviu como bispo até à sua morte em 1577.